# Rezerwat przyrody Kanigóra
Rezerwat przyrody Kanigóra – leśny rezerwat przyrody w gminie Oława, w powiecie oławskim, w województwie dolnośląskim.
Został powołany Zarządzeniem Ministra Leśnictwa i Przemysłu Drzewnego z 20 marca 1958 roku (M.P. z 1958 r. nr 37, poz. 216). Według aktu powołującego, rezerwat utworzono w celu zachowania ze względów dydaktycznych i kulturalnych kilkusetletniego, dobrze zachowanego wielogatunkowego lasu łęgowego o cechach zespołu naturalnego, charakterystycznego dla doliny rzeki Odry.
Powierzchnia rezerwatu wynosi 5,40 ha (akt powołujący podawał 4,36 ha).

## Przyroda
Teren rezerwatu porasta las dębowo-grabowy o charakterze pierwotnym z domieszką lipy i olszy, charakterystyczny dla doliny Odry. Występuje tu około 134 gatunków roślin wyższych, należących do 48 rodzin, w tym wiele gatunków rzadkich lub chronionych, m.in. śnieżyczka przebiśnieg (Galanthus nivalis), kruszczyk szerokolistny (Epipactis helleborine), czosnek niedźwiedzi (Allium ursinum), złoć mała (Gagea minima), zerwa kłosowa (Phyteuma spicatum) i przetacznik górski (Veronica montana).
Teren rezerwatu stanowi ostoję rzadkich gatunków grzybów nadrzewnych, grzybów wielkoowocnikowych i śluzowców, w tym zagrożony gatunek: twardziak tygrysi.
Rezerwat stanowi też ostoję zwierząt, głównie chrząszczy z rodziny biegaczowatych, a także licznych gatunków ptaków i ssaków.